# Antonín Vandrovec
Antonín Vandrovec (19. října 1907 Ratibořské Hory – 22. února 1999) byl český a československý politik Československé strany národně socialistické (po roce 1948 Československá strana socialistická); poválečný poslanec Prozatímního a Ústavodárného Národního shromáždění a Národního shromáždění ČSR.

## Biografie
Původní profesí byl soustružníkem. Vyučil se frézařem. V roce 1934 se oženil a přestěhoval do Prahy. Od roku 1929 se angažoval v odborech. Za Protektorátu patřil mezi hlavní tajemníky jednotného českého odborového hnutí. Zároveň spolupracoval s odbojem a zajišťoval materiální pomoc pronásledovaným rodinám. 2. února 1943 byl zatčen a deportován do Osvětimi. Po půlroce byl převezen do koncentračního tábora Buchenwald. V květnu 1945 se vrátil do Prahy. Znovu se zapojil do činnosti odborů a pracoval pro deník Svobodné slovo. V poválečném období byl funkcionářem ÚRO.
V letech 1945–1946 byl poslancem Prozatímního Národního shromáždění za národní socialisty, respektive za Ústřední radu odborů. V parlamentu setrval až do parlamentních voleb v roce 1946, pak se stal poslancem Ústavodárného Národního shromáždění za národní socialisty. Znovu se členem parlamentu stal ve volbách do Národního shromáždění roku 1948, nyní již za Československou stranu socialistickou. Zvolen byl za volební kraj České Budějovice a v parlamentu setrval do konce volebního období v roce 1954.
Během únorového převratu v roce 1948 se 22. února zúčastnil sjezdu závodních rad, přičemž vystoupil s projevem, ve kterém prohlásil, že „lid naší republiky nesnášel nikdy diktaturu a nesnese ji ani dnes.“ Patřil tak mezi pouhých deset delegátů, kteří v hlasování odmítli komunistickou rezoluci.
Nicméně po únoru se podílel na činnosti Československé strany socialistické, která byla vytvořena z národně socialistické strany a která fungovala jako loajální spojenec komunistického režimu. V 50. letech 20. století působil ve vedení ČSS. Během pražského jara v roce 1968 se angažoval v reformním hnutí a pozornost na něj soustředila Státní bezpečnost, zejména proto, že se snažil kontaktovat bývalé členy ČSSD.